# Riacho da Pia
O Riacho da Pia é um riacho (um pequeno rio) brasileiro que banha a cidade de Patos, estado da Paraíba.